# Joseph Freisen
Joseph Freisen (* 14. September 1853 in Warstein; † 5. Februar 1932 in Würzburg) war ein römisch-katholischer Theologe, Hochschullehrer und Kirchenrechtler.

## Leben
Er wurde als Sohn des Landwirts Wilhelm Freisen und dessen Ehefrau Marianne, geborene Peters, am 14. September 1853 in Warstein geboren. Nach der Grundschule besuchte er das städtische Gymnasium Petrinum in Brilon und studierte von 1873 bis 1875 Philosophie und Theologie an der Akademie in Münster. Anschließend studierte er vier Semester Theologie und Rechtswissenschaft an der Eberhard Karls Universität Tübingen und zwei Semester Theologie in Eichstätt. In Eichstätt empfing er 1878 seine Priesterweihe. Drei Jahre später promovierte Freisen an der Ludwig-Maximilians-Universität München zum Doktor der Rechtswissenschaften und im Jahr 1884 an der Universität Tübingen zum Doktor der Theologie. An der Theologischen Fakultät der Albert-Ludwigs-Universität Freiburg habilitierte er sich 1885 in Kirchenrecht.
Nachher war er als Kooperator in Hoinkhausen und bis 1889 als Vikar in Hellefeld tätig, weil ihm der Bischof von Breslau die Lehrbeauftragung als Hochschullehrer an der Universität Freiburg versagte. Danach war er als Domvikar in Erfurt auch für die dortige Dombibliothek verantwortlich. Im Jahr 1892 wurde Freisen Professor für Kirchenrecht an der Philosophisch-Theologischen Hochschule Paderborn. Wegen seiner Kritik an der Paderborner Bischofswahl 1900 geriet er später in Bedrängnis. Der neue Bischof Wilhelm Schneider verhinderte die Berufung Freisens an die Universitäten Würzburg und Prag. Deshalb legte er 1905 sein Lehramt nieder und habilitierte sich an der Julius-Maximilians-Universität Würzburg in kirchlicher und deutscher Rechtsgeschichte. Im Jahr 1909 scheiterte eine weitere Ernennung zum Ordinarius für Kirchenrecht an der Juristischen Fakultät der Universität Czernowitz an den Einsprüchen oppositioneller Kirchenkreise. Im Jahr 1910 wurde Freisen Honorarprofessor an der Universität Würzburg. Er starb am 5. Februar 1932 in Würzburg.
Er war seit 1876 Mitglied der katholischen Studentenverbindung AV Guestfalia Tübingen. Des Weiteren war er Mitglied der KDStV Markomannia Würzburg.

## Werke (Auszug)
Freisen veröffentlichte 18 Werke und 35 Abhandlungen.
- Geschichte des kanonischen Eherechts bis zum Verfall der Glossenliteratur. Scientia Verlag, 1893
- Staat und katholische Kirche in den deutschen Bundesstaaten: Lippe, Waldeck-Pyrmont, Anhalt, Schwarzburg-Rudolstadt, Schwarzburg-Sondershausen, Reuss-Greiz, Reuss-Schleiz, Sachsen-Altenburg, Sachsen-Coburg und –Gotha. (2 Bände) Stuttgart, Verlag Ferdinand Enke 1906. Nachdruck Amsterdam, Verlag P. Schippers 1964.
- Der katholische und protestantische Pfarrzwang und seine Aufhebung in Österreich und den deutschen Bundesstaaten. Ein Beitrag zur Rechtsgeschichte der Toleranz. Schöningh, 1906 (Digitalisat).
- Verfassungsgeschichte der katholischen Kirche Deutschlands in der Neuzeit. Teubner, 1916
- Die Stadt Geseke im früheren Herzogtum Westfalen, das dortige Kanonissenstift und die dortigen beiden Pfarreien ad S. Cyriacum und ad S. Petrum. St. Rita-Verlag, 1924

## Ehrungen
- Freisen war Konsistorialrat der Diözese Waitzen. Anfang des 20. Jahrhunderts wurde er anlässlich der tausendjährigen Säkularfeier des Königreiches Ungarn zum Ehrendoktor der juristischen Fakultät der Universität Budapest ernannt.[1]